# Rúben Ferreira
Rúben Rafael Sousa Ferreira (ur. 17 lutego 1990 w Funchal) – portugalski piłkarz występujący na pozycji obrońcy w portugalskim klubie CS Marítimo. Były młodzieżowy reprezentant Portugalii.